# والتر لي (سياسي نيوزلندي)
والتر لي (بالإنجليزية: Walter Lee)‏ هو سياسي نيوزلندي، ولد في 1811، وتوفي في 1887. انتخب عضو مجلس النواب النيوزيلندي.